# Naga (Cebu)
Naga è una municipalità di quarta classe delle Filippine, situata nella Provincia di Cebu, nella Regione del Visayas Centrale.
La municipalità fa parte dell'Area metropolitana di Cebu.
Il Republic Act N. 9491 aveva concesso a Naga lo status di città; il 18 novembre 2008 la Corte Suprema delle Filippine ha però accolto un ricorso della Lega delle Città delle Filippine annullando la trasformazione in città di 16 municipalità, tra cui Naga.
Naga è formata da 28 baranggay:
- Alfaco
- Bairan
- Balirong
- Cabungahan
- Cantao-an
- Central Poblacion
- Cogon
- Colon
- East Poblacion
- Inayagan
- Inoburan
- Jaguimit
- Lanas
- Langtad
- Lutac
- Mainit
- Mayana
- Naalad
- North Poblacion
- Pangdan
- Patag
- South Poblacion
- Tagjaguimit
- Tangke
- Tinaan
- Tuyan
- Uling
- West Poblacion